# Гроув, Нил
Нил Гро́ув (англ. Neil Grove; 18 января 1971, Клерксдорп) — английский боец смешанного стиля, представитель тяжёлой весовой категории. Выступает на профессиональном уровне начиная с 2006 года, известен по участию в турнирах таких бойцовских организаций как UFC, Bellator, Cage Rage, UCMMA, SFL и др. Владел титулом чемпиона UCMMA в тяжёлом весе, финалист третьего сезона гран-при тяжеловесов Bellator.

## Биография
Нил Гроув родился 18 января 1971 года в городе Клерксдорпе Южно-Африканской Республики. В детстве вынужден был сменить восемь разных школ, из-за чего не имел постоянных друзей и часто дрался с новыми одноклассниками. В течение многих лет серьёзно увлекался регби.
В 1996 году переехал на постоянное жительство в Лондон, где работал персональным тренером по физической подготовке, спортивным терапевтом и вышибалой в ирландском ночном клубе. В 2000 году, став участником массовой драки в ночном клубе, вместе с напарником-вышибалой пришёл в лондонский клуб единоборств Daigaku Karate Kai и начал практиковать годзю-рю, один из стилей окинавского карате. Впоследствии в 2005 году получил чёрный пояс в этой дисциплине, после чего с интересом изучал некоторые другие боевые искусства, как то самбо, грэпплинг, бразильское джиу-джитсу и смешанные единоборства.
Дебютировал в ММА на профессиональном уровне в ноябре 2006 года, своего первого соперника победил техническим нокаутом в первом же раунде. Дальнейшую свою карьеру связал с английским промоушеном Cage Rage, одержал здесь несколько громких побед, в том числе за десять секунд нокаутировал опытнейшего ветерана Джеймса Томпсона. Первое поражение потерпел в марте 2008 года от Роба Бротона — их бой продлился все три раунда и получился сравнительно равным, в итоге двое судей отдали победу Бротону, а один поставил ничью. Гроув добился права оспорить титул чемпиона Cage Rage в тяжёлом весе, однако вскоре организация закрылась, и титульному бою с его участием так и не суждено было состояться. Вместо этого он завоевал титул по версии другой британской организации Ultimate Challenge MMA, нокаутировав во втором раунде Джеймса Максуини. Провёл один бой под эгидой приехавшего в Лондон крупнейшего бойцовского промоушена мира Ultimate Fighting Championship, но проиграл болевым приёмом малоизвестному бойцу Майку Цеснолевичу, и руководство организации решило не продолжать с ним сотрудничество. Затем Гроув провёл ещё два титульных боя в рамках UCMMA, в одном выиграл, другой завершился ничьей.
Имея в послужном списке восемь побед и только два поражения, в 2010 году Нил Гроув привлёк к себе внимание крупной американской организации Bellator и сразу принял участие в третьем сезоне гран-при тяжеловесов. На стадиях четвертьфиналов и полуфиналов он досрочно победил Эдди Санчеса и Алексея Олейника соответственно, но в решающем финальном бою, который также являлся титульным, вынужден был сдаться, попавшись в удушающий приём «американа» Коула Конрада. В 2011 году Гроув продолжил выступать в Bellator, провёл успешный рейтинговый поединок, после чего предпринял ещё одну попытку выиграть гран-при. В четвертьфинале пятого сезона раздельным решением судей взял верх над американцем Майком Хейзом. В полуфинале его соперником должен был стать болгарин Благой Иванов, но тот выбыл из-за травмы, и вместо него поставили бразильца Тиагу Сантуса — уже в начале первого раунда Сантус заставил Гроува сдаться, применив удушающий приём сзади, и прошёл дальше по турнирной сетке.
В 2012 году под эгидой индийского промоушена Super Fight League Гроув техническим нокаутом потерпел поражение от американца Тодда Даффи. Кроме того, вновь завоевал титул чемпиона по версии UCMMA. В 2013 году провёл бой в России, где единогласным судейским решением проиграл россиянину Шамилю Абдурахимову. После значительного перерыва в 2016 году вернулся в большой спорт и выступил на очередном турнире Bellator, однако возвращение оказалось неудачным, все трое судей отдали победу его сопернику Джеймсу Малерону.

## Статистика в профессиональном ММА
| Боёв 21  | Побед 12 | Поражений 8 |
| -------- | -------- | ----------- |
| Нокаутом | 12       | 1           |
| Сдачей   | 0        | 3           |
| Решением | 0        | 4           |
| Ничьи    | 1        | 1           |

| Результат | Рекорд | Соперник            | Способ                       | Турнир                      | Дата             | Раунд | Время | Место             | Примечание                                   |
| --------- | ------ | ------------------- | ---------------------------- | --------------------------- | ---------------- | ----- | ----- | ----------------- | -------------------------------------------- |
| Поражение | 12-8-1 | Джеймс Малерон      | Единогласное решение         | Bellator 158                | 16 июля 2016     | 3     | 5:00  | Лондон, Англия    |                                              |
| Поражение | 12-7-1 | Шамиль Абдурахимов  | Единогласное решение         | Tech-Krep FC: Южный фронт 2 | 4 октября 2013   | 3     | 5:00  | Краснодар, Россия |                                              |
| Победа    | 12-6-1 | Томаш Червинский    | KO (удары руками)            | UCMMA 31                    | 1 декабря 2012   | 1     | 2:59  | Лондон, Англия    | Выиграл титул чемпиона UCMMA в тяжёлом весе. |
| Поражение | 11-6-1 | Тодд Даффи          | TKO (удары руками)           | SFL 2                       | 7 апреля 2012    | 1     | 0:34  | Чандигарх, Индия  |                                              |
| Поражение | 11-5-1 | Тиагу Сантус        | Сдача (удушение сзади)       | Bellator 56                 | 29 октября 2011  | 1     | 0:38  | Канзас-Сити, США  | Полуфинал гран-при 5 сезона тяжеловесов.     |
| Поражение | 11-4-1 | Майк Хейз           | Раздельное решение           | Bellator 52                 | 1 октября 2011   | 3     | 5:00  | Лейк-Чарльз, США  | Четвертьфинал гран-при 5 сезона тяжеловесов. |
| Победа    | 11-3-1 | Зак Йенсен          | TKO (удары руками)           | Bellator 47                 | 23 июля 2011     | 1     | 2:00  | Рама, Канада      |                                              |
| Поражение | 10-3-1 | Коул Конрад         | Сдача (американа)            | Bellator 32                 | 14 октября 2010  | 1     | 4:45  | Канзас-Сити, США  | Финал гран-при 3 сезона тяжеловесов.         |
| Победа    | 10-2-1 | Алексей Олейник     | TKO (удары руками)           | Bellator 29                 | 16 сентября 2010 | 1     | 0:45  | Милуоки, США      | Полуфинал гран-при 3 сезона тяжеловесов.     |
| Победа    | 9-2-1  | Эдди Санчес         | TKO (остановлен рефери)      | Bellator 24                 | 12 августа 2010  | 1     | 1:32  | Холливуд, США     | Четвертьфинал гран-при 3 сезона тяжеловесов. |
| Ничья     | 8-2-1  | Став Экономоу       | Ничья                        | UCMMA 12: Never Back Down   | 8 мая 2010       | 3     | 5:00  | Лондон, Англия    | Защитил титул чемпиона UCMMA в тяжёлом весе. |
| Победа    | 8-2    | Мартин Томпсон      | TKO (удары руками)           | UCMMA 8: Dynamite           | 25 октября 2009  | 1     | 0:53  | Лондон, Англия    | Защитил титул чемпиона UCMMA в тяжёлом весе. |
| Поражение | 7-2    | Майк Циснолевич     | Сдача (скручивание пятки)    | UFC 95                      | 21 февраля 2009  | 1     | 1:03  | Лондон, Англия    |                                              |
| Победа    | 7-1    | Джеймс Максуини     | KO (удары руками)            | UCMMA 1: Bad Breed          | 7 декабря 2008   | 2     | 1:38  | Лондон, Англия    | Выиграл титул чемпиона UCMMA в тяжёлом весе. |
| Победа    | 6-1    | Роберт Берри        | TKO (удары руками)           | Cage Rage 27                | 12 июля 2008     | 2     | 1:29  | Лондон, Англия    |                                              |
| Поражение | 5-1    | Роб Бротон          | Решение большинства          | Cage Rage 25                | 8 марта 2008     | 3     | 5:00  | Лондон, Англия    |                                              |
| Победа    | 5-0    | Роберт Берри        | TKO (остановлен секундантом) | Cage Rage 24                | 1 декабря 2007   | 1     | 5:00  | Лондон, Англия    |                                              |
| Победа    | 4-0    | Домагой Остоич      | TKO (удары руками)           | Cage Rage 23                | 22 сентября 2007 | 1     | 0:34  | Лондон, Англия    |                                              |
| Победа    | 3-0    | Джеймс Томпсон      | KO (удар рукой)              | Cage Rage 22                | 14 июля 2007     | 1     | 0:10  | Лондон, Англия    |                                              |
| Победа    | 2-0    | Деннистон Сазерленд | TKO (удары руками)           | UKMMAC 18: Fists of Fury    | 25 февраля 2007  | 1     | 3:05  | Перфлит, Англия   |                                              |
| Победа    | 1-0    | Энтони Окори        | TKO (удары руками)           | UKMMAC 17: Iron Circle      | 26 ноября 2006   | 1     | 0:54  | Англия            |                                              |